# 에스타디오 산티아고 베르나베우
에스타디오 산티아고 베르나베우(스페인어: Estadio Santiago Bernabéu esˈtaðjo sanˈtjaɣo βernaˈβeu̯[*])는 스페인 마드리드에 위치한 축구 경기장이다. 경기장은 1947년 12월 14일에 처음 개장하여 현재 81,004명을 수용할 수 있다. 현재 레알 마드리드의 홈구장이다.
산티아고 베르나베우는 세계에서 가장 잘 알려지고 명성 높은 축구 경기장이다. 유러피언컵 결승을 4차례 개최하기도 하였다: 1957년, 1969년, 1980년, 그리고 UEFA 챔피언스리그 개정 후인 2010년. 1964년 유러피언 네이션스컵과 1982년 FIFA 월드컵의 경기도 베르나베우에서 열렸다.

## 경기장 위치
경기장은 마드리드의 차마르틴 구에 위치한다. 파세오 데 라 카스테야나의 한 블록을 차지하며 파드레 다미안, 콘차 야스드, 그리고 라파엘 살가도 거리가 둘러싸고 있다. 가장 가까운 마드리드 지하철 역은 10호선 산티아고 베르나베우 역이다.

## 역사

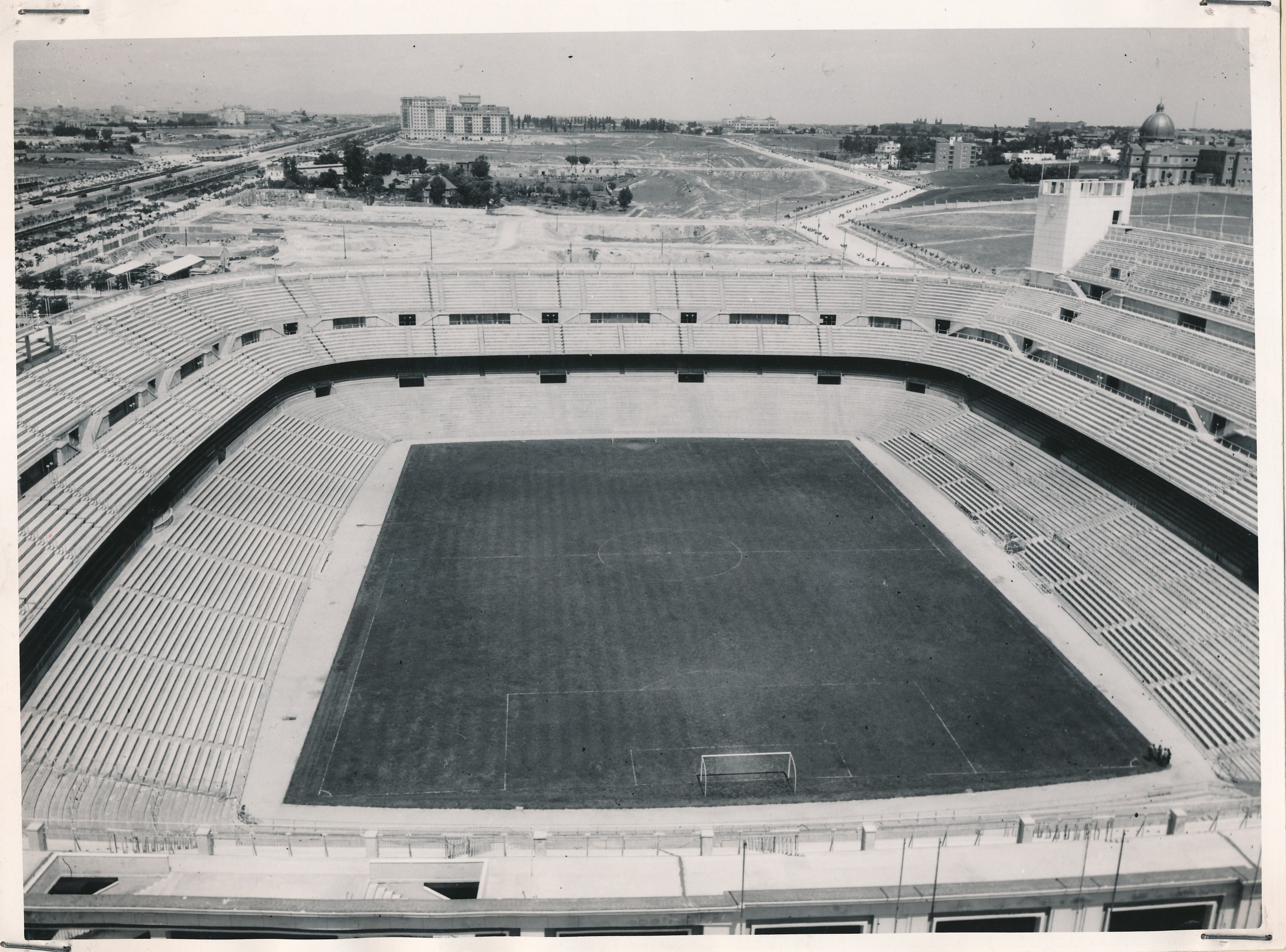
1955년의 산티아고 베르나베우

### 초창기
1944년 6월 22일, 산업 상업 은행이 산티아고 베르나베우와 라파엘 살가도에게 경기장을 건설할 부지를 구입할 자금을 융자해주었다. 1944년 9월 5일, 건축가인 마누엘 무뇨스 모나스테리오와 루이스 알레마니 솔레르가 고용되었고, 1944년 10월 27일, 새 경기장 건설이 시작되었다.
신 차마르틴 경기장 (스페인어: Nuevo Estadio Chamartín 이 1947년 12월 14일에 개장되었고, 레알 마드리드와 포르투갈의 오스 벨레넨스스와의 첫 경기가 치러졌고, 여기서 흰색 군단이 3-1로 이겼다. 경기장은 초반에 75,145명의 관중을 수용했는데, 이 중 27,645명만이 좌석을 차지할 수 있었고, (그리고 이들 중 7,125석만이 지붕에 들어왔다.) 47,500명은 입석을 차지했다. 사비노 바리나가가 신 구장에서 처음으로 득점을 기록한 선수였다.

### 1950년대
대대적인 보수공사는 1955년에 처음 시행되었다. 그 해 6월 19일, 경기장은 125,000명의 관중을 수용할 수 있도록 확장되었다. 그에 따라, 마드리드의 대 경기장은 새로 출범한 유러피언컵 참가 팀들 중 가장 높은 관중 동원력을 보였다.
1955년 1월 4일, 구단 회의를 통해 산티아고 베르나베우 회장에 대한 존칭으로 그의 이름을 따 현재의 경기장 명을 사용하게 되었다.
1957년 5월, 레알 마드리드는 브라질의 스포르트 헤시피와의 경기에서 처음으로 전기 조명을 사용하였다.

### 1980년대
이후 1982년 FIFA 월드컵을 스페인에서 개최하기 전까지 큰 변화를 거치지 않았다. 경기장은 월드컵 개최로 큰 변화를 거치게 되었다. 라파엘 루이스 알레마니와 마누엘 살리나스에 의뢰하여 경기장을 보수하였다. 형제는 루이스 알레마니 솔레르의 아들들로, 무뇨스 수도원의 원래 설계도를 제작했었다. 공사는 16달간 진행되었고, 704M Ptas ($4.7M에 대응)의 비용이 소비되었고, 이 중 530M은 마드리드 시가 보조했다.
이 보수 공사에 적용된 조건이 몇 가지 있다. 우선 FIFA는 좌석이 3분의 2 이상을 차지하도록 했다. 그에 따라, 레알 마드리드는 동쪽 관중석을 제외하고 1층석과 2층석을 모두 지붕으로 덮었다. 경기장 수용인원은 120,000석에서 90,800석으로 감소했는데, 이 중 24,550석이 새로 씌워진 지붕으로 덮였다. 이 공사로 외관도 새단장했는데, 북쪽과 남쪽에 전자 표지판이 추가되었고, 기자회견실, 탈의실, 통로, 그리고 보조구역도 새롭게 단장되었다.
경기장은 FIFA 월드컵 기간 동안 4경기를 주최하였다: 2차 조별 리그 세 경기 (서독 대 잉글랜드, 서독 대 스페인, 그리고 스페인 대 잉글랜드) 와 이탈리아와 서독 간의 결승전.

### 1990년대
1980년대 관중석 주요 사망 사건 (가장 눈에 띄는 사건으로 벨기에 헤이젤 경기장과 잉글랜드 힐스버러 경기장에서 발생한 사건)으로 잉글랜드 당국은 테일러 보고서로 잉글랜드 축구 경기장의 관중 안전을 어떻게 개선시키는가를 썼다. UEFA는 유럽 전체에 이 규정을 맞추기로 정했다. 경기장에는 각각의 경기장 구역마다 별도의 지름길을 추가해 관중들의 동선을 분산시켰다. 1990년대에 산티아고 베르나베우는 대규모 확장 공사와 새단장을 감행했다. 라몬 멘도사 회장은 이 공사를 히네스 나바로 건설사 S.A.에 의뢰했다.

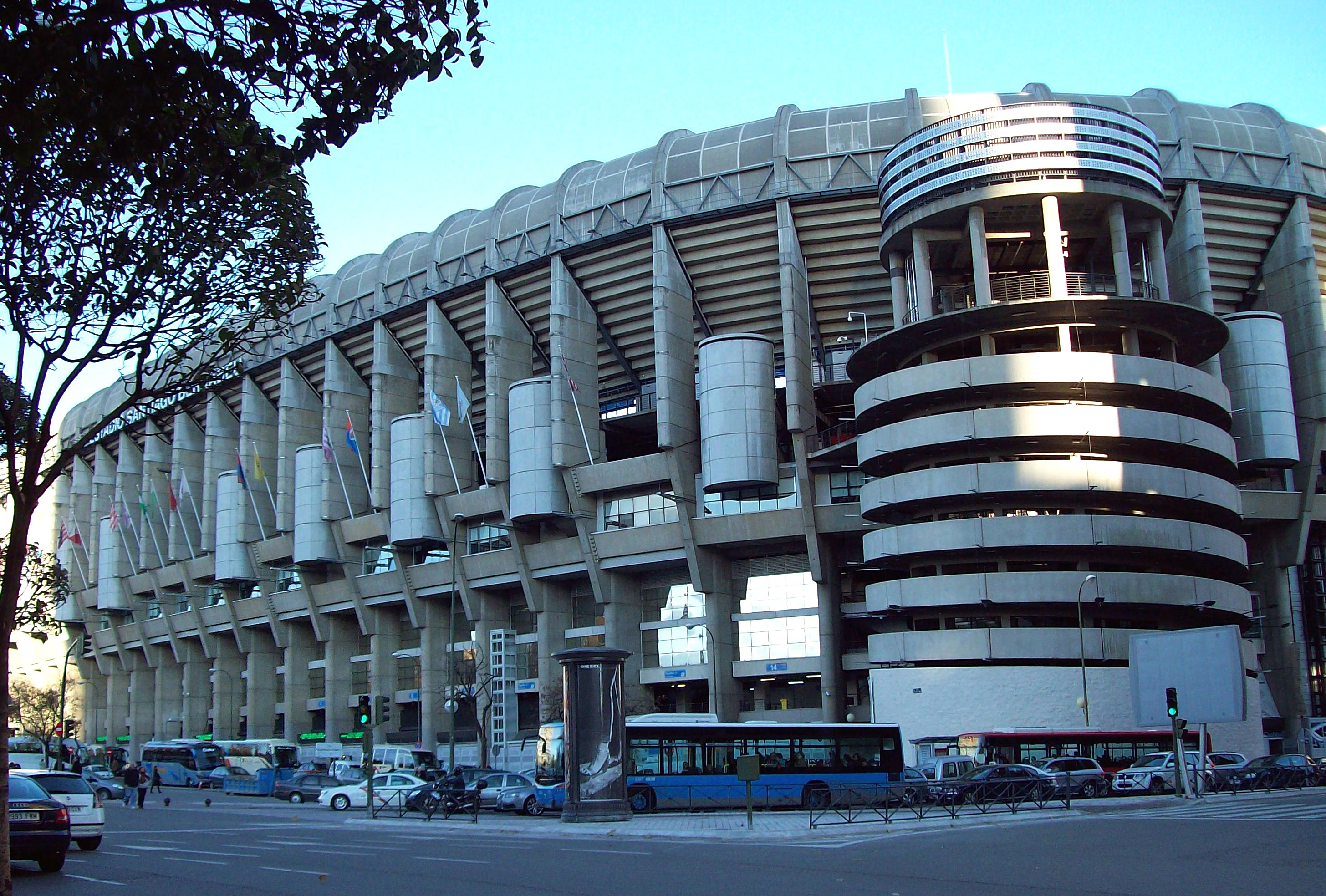
경기장 서쪽의 외관

공사는 1992년 2월 7일에 시작되어 1994년 5월 7일에 완료되었고, 최종 비용은 5B Ptas를 넘었고, 결국 공사를 외부 지원 없이 진행한 구단에는 부채가 쌓이게 되었다.
보수 공사는 경기장 서쪽 하부가 원형 극장 형태로 만들어지며 완료되었고, 기존 경기장 구조에 유압 잭을 사용했다.
이 과정에서 20,2000석의 좌석이 설치되었고, 각 경기장 관중석은 87도로 서 있어서 경기장을 내려다보는 거리와 각도가 최적화되었다. 더 나아가서, 경기장 진입에 유용하게 하기 위해, 4개의 탑이 경기장 구석마다 세워졌고, 각 탑은 한 쌍의 층계와 나선형 계단으로 되어 있다.
공사 후, 경기장의 높이는 22미터에서 45미터로 올라갔다. 이는 겨울에 문제를 야기했는데, 경기장 잔디의 3분에 2가 그림자에 가려지게 되었다. 햇빛이 부족해지면서, 경기 잔디 색상이 퇴색되었다. 따라러, 폴리프로필렌 관망이 경기장 밑 20센티미터 아래에 설치되었다. 30킬로미터가 넘는 긴 관망을 통해 온수가 돌며, 잔디가 추운 날씨에 얼지 않도록 한다.
또한, 경기장 높이 문제로 조명 문제를 해결할 필요가 있었다. 개폐 가능한 보호형 지붕이 설치되어 관중들을 외부 환경으로부터 차단했다. 새단장 후, 경기장의 수용 인원은 110,000명이 되었다.
1998년 여름, 로렌소 산스 회장은 산티아고 베르나베우의 입석 관중석을 모두 없애 관중석이 75,328석으로 줄었다.

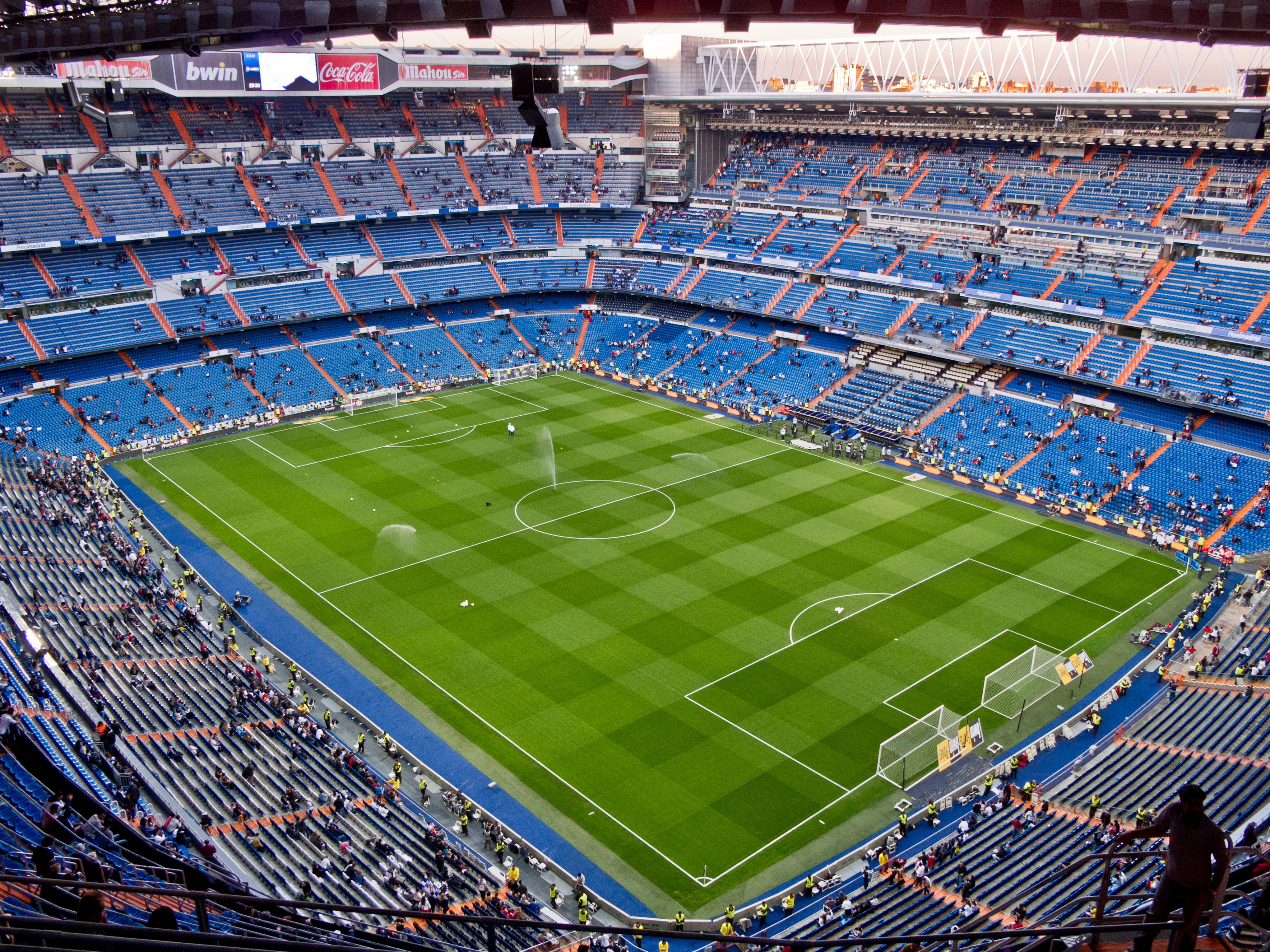
B탑 방향에서 내려다 보이는 산티아고 베르나베우 내부 전경

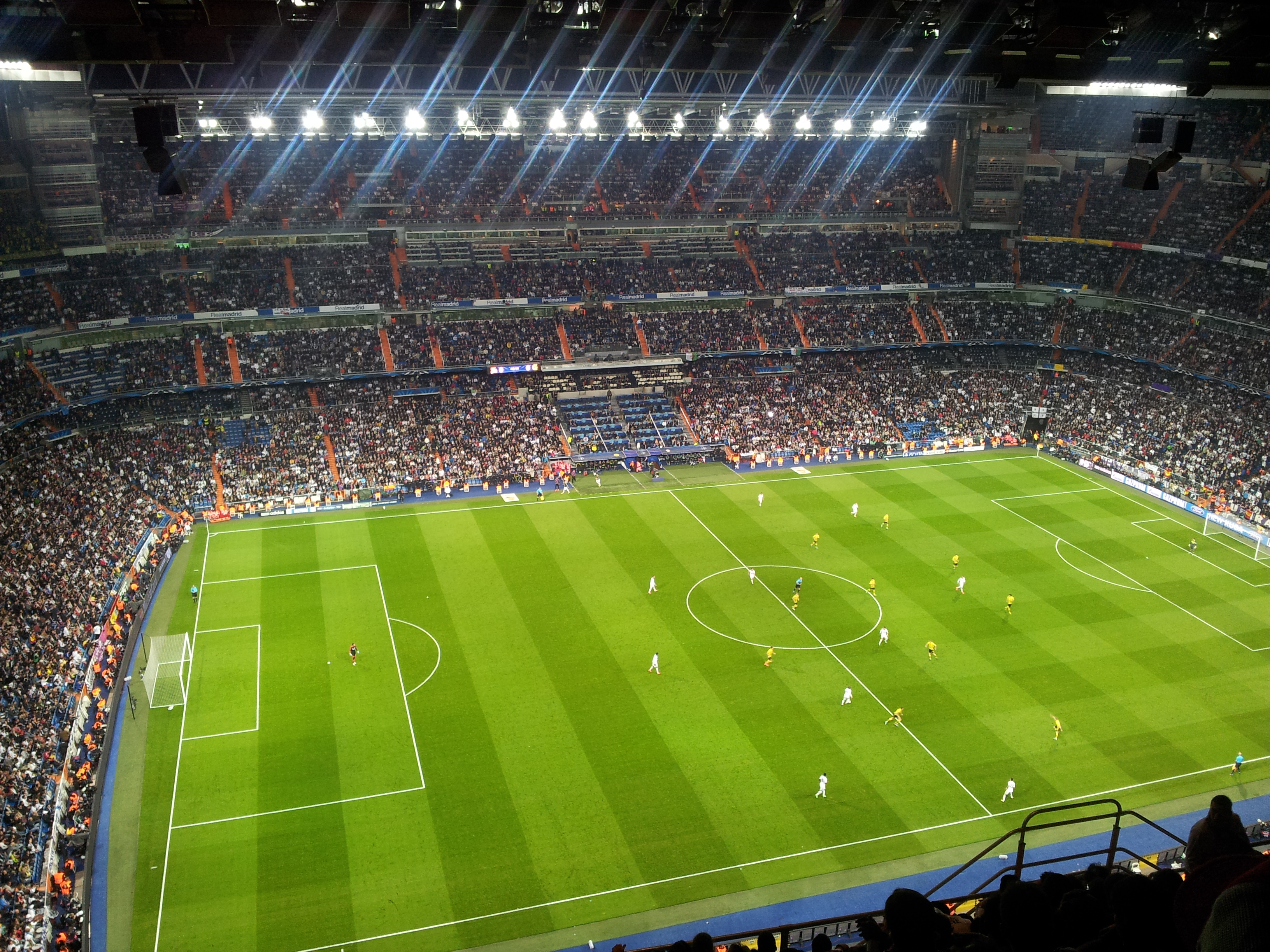
2013년 레알 마드리드와 도르트문트와의 UEFA 챔피언스리그 경기 당시의 경기장

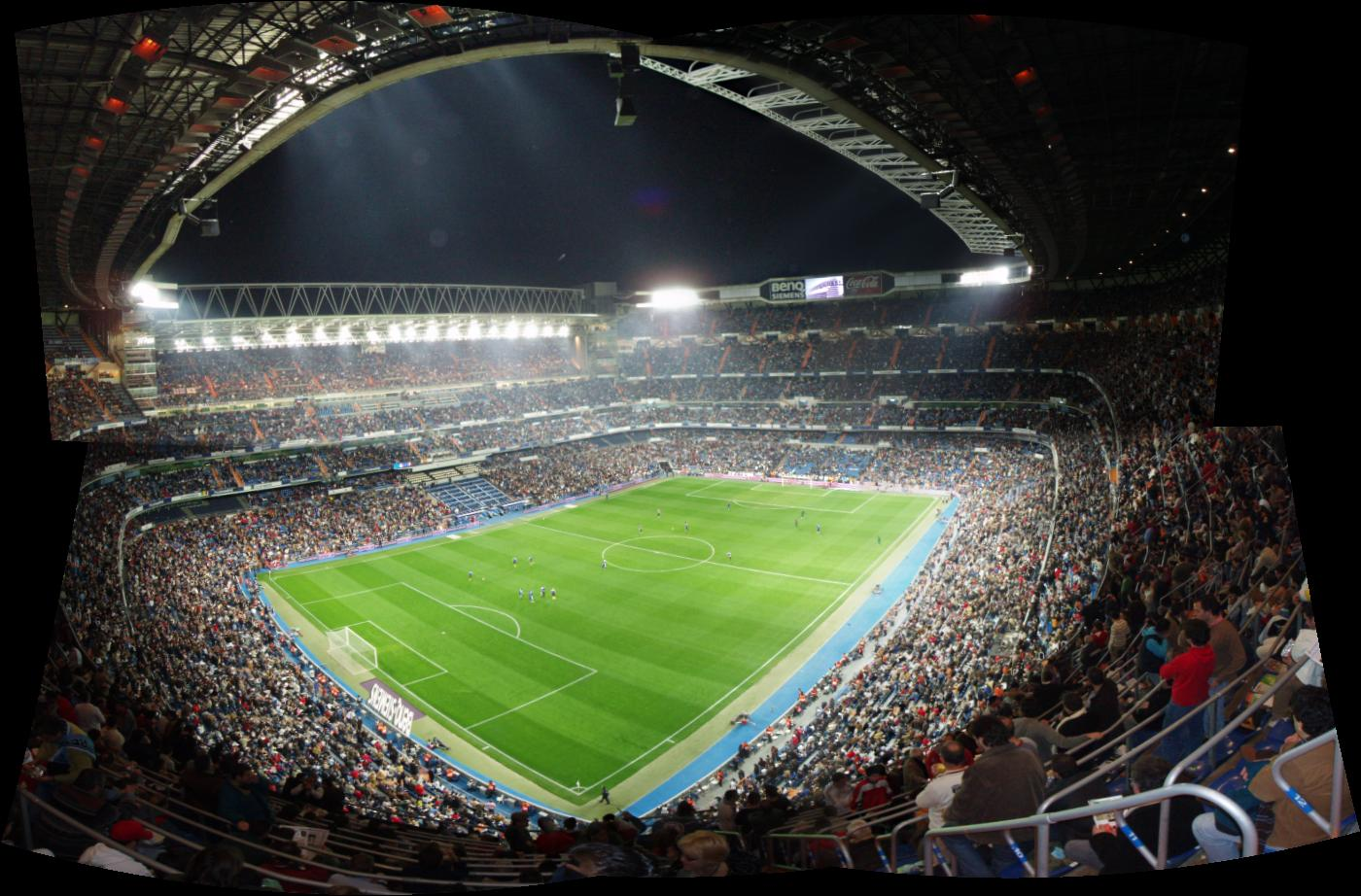
북서쪽 기준의 경기장 파노라마

### 2000년대

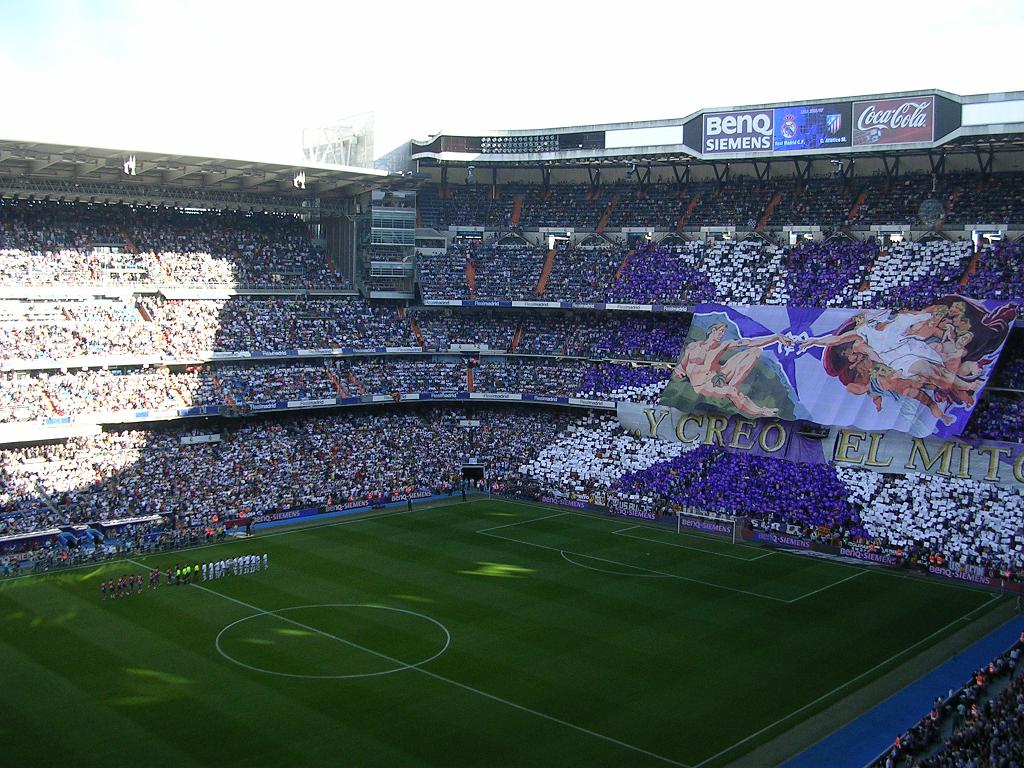
2006년 10월 마드리드 더비 당시의 경기장

레알 마드리드는 스페인의 부유하고 강력함을 상징하면서, 구단은 매우 까다로운 의뢰인이 붙었다. 플로렌티노 페레스가 구단 회장으로 취임하면서, 그는 하나의 목표를 지닌 "주 계획"을 발표했다: 산티아고 베르나베우의 시설을 개선해 편안케 하고, 시설의 질을 높이고, 경기장 매출을 극대화 시키는 것이었다.
페레스는 2001년부터 2006년까지 5년 간 €127M을 투자해 경기장 동쪽을 확장했고, 다미안 가의 외관을 새단장했으며, 새 중계실과 VIP 구역, 경기장 동쪽의 무대, 새 기자회견실 (동쪽) 과 새 청각 기기, 전망 엘리베이터, 탑 내 에스컬레이터 설치, 경기장 난방망 개선, 새 주점, 새 식당 개설, 그리고 다미안 가의 다목적 건물 증축 등의 변화가 있었다.

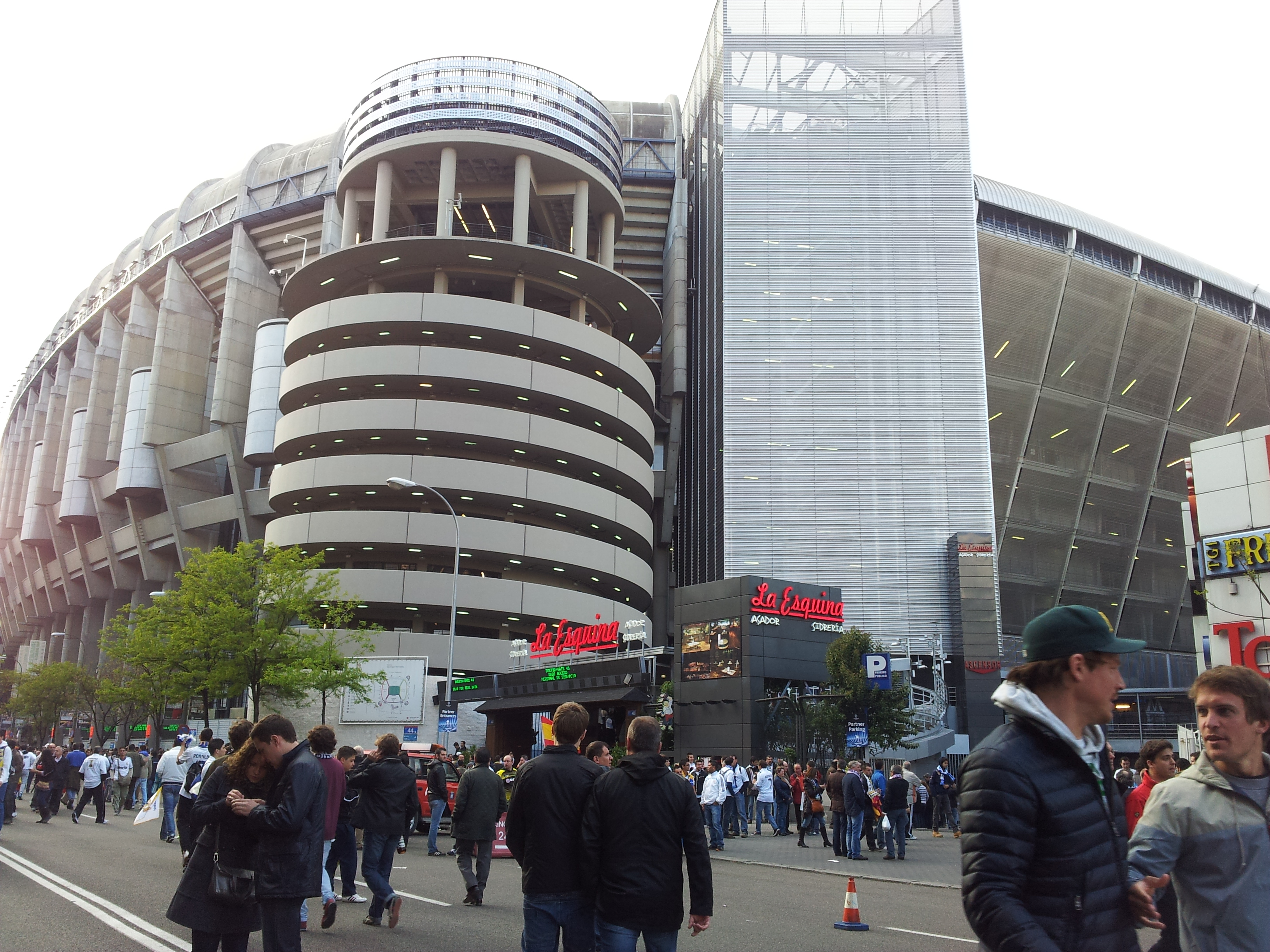
산티아고 베르나베우 북쪽 외곽

동쪽 구역의 확장과 새 갤러리의 설치에 따라, 산티아고 베르나베우의 수용인원은 80,354로 증가한 좌석 전용 구장이 되었다.
2007년 산티아고 베르나베우에서의 1,000번째 경기가 열렸다. 더 나아가서 UEFA의 27번째 회의에 따라 올림피아코스와의 UEFA 챔피언스리그 경기가 겹쳤을 때, 산티아고 베르나베우는 2007년 11월 14일 최고 등급 경기장으로 선정되었는데, 이는 경기장 개장 60주년의 한 달 전과 겹쳤다. UEFA는 구장을 UEFA 최고등급으로 분류했다.
페레스는 개폐식 지붕 설치 계획을 발표했지만 2005년에 물러났다. 페레스는 2009년에 구단 회장으로 재선임 된 후, 지붕 설치 계획은 구단의 재정 문제로 힘들 것으로 발표했다. 스페인의 스포츠 정규지 마르카지에 따르면, 페레스는 산티아고 베르나베우를 새단장할 의사가 있다고 밝혔다. 기사에 따르면, 의뢰 받은 건축가가 스페인의 산티아고 칼라트라바와 프리츠커상 수상자 라파엘 모레노나 또다른 프리츠커 수상자이자 중국계 미국인인 레오 밍 페이 중에 후보를 정할 것임을 밝혔다.

### 2010년대
최근에는 경기장 관중석이 2011년부터 81,044석으로 늘어났다.
2013년 10월 16일, 레알 마드리드는 구장 명명권을 매각해 €400M짜리 보수에 금액을 충당할 계획을 밝혔다. 예상되는 경기장의 보수 공사 계획은 2014년 1월 31일 독일의 GMP에 의해 공개되었다. 대담한 계획에는 개폐형 지붕이 들어있는데, 보수 비용은 €400M 정도로 예상 되며, 스페인 언론의 보고에 따르면 레알 마드리드 선수들과의 연계로 반을 경기장 명명권으로 나머지 공사 비용의 반을 충당할 것으로 나왔다. 페레스는 "우리는 산티아고 베르나베우를 세계 최고 경기장으로 만들 것입니다"라고 입을 열어 평했다. 레알 마드리드는 구단의 경기장 재개발을 위해 IPIC와의 후원 계약을 발표했다. 계약 기간 동안 경기장은 'IPIC 베르나베우' 혹은 'CEPSA 베르나베우'가 될 것이라 말했다. 경기장 표면은 믹스토 합성 잔디로 덮였다.

## 주요 국제 대회

### 1962년 FIFA 월드컵 예선 대륙간 플레이오프
| 날짜             | 팀 1   | 스코어 | 팀 2   | 라운드      |
| ---------------- | ------ | ------ | ------ | ----------- |
| 1961년 11월 23일 | 스페인 | 3 - 2  | 모로코 | CAF vs UEFA |

### 1964년 유러피언 네이션스컵
산티아고 베르나베우는 스페인이 개최한 1964년 유러피언 네이션스컵의 3경기를 주최했다. 여기서 예선 한 경기, 본선 두 경기가 열렸으며, 이 중 한 경기는 결승전이다. 모든 경기는 스페인에서 벌어졌다.

#### 예선전
경기장은 루마니아와의 한 차례 예선 경기를 주최했고, 경기는 6-0 승리로 끝났다.
| 1962년 11월 1일 | 스페인                                                           | 6 - 0 | 루마니아 | 산티아고 베르나베우, 마드리드                |  |  |
| 20:45 CEST      | 기요트 7′ 20′ 70′ · 벨로소 9′ · 코야르 17′ · 마크리 81′ (자책골) |       |          | 관중 수: 45,000 심판: 케빈 호울리 (잉글랜드) |  |  |
|                 |                                                                  |       |          |                                              |  |  |

#### 본선
경기장은 대회 본선에서 결승전을 포함해 두 경기를 주최했다.
| 1964년 6월 17일 | 스페인                   | 2 - 1 (연장전) | 헝가리   | 산티아고 베르나베우, 마드리드                    |  |  |
| 20:00 CEST      | 페레다 35′ · 아마로 115′ | 리포트         | 84′ 베네 | 관중 수: 34,713 심판: 아르튀르 블라비에 (벨기에) |  |  |
|                 |                          |                |          |                                                  |  |  |

##### 결승전
결승전 경기는 1960년 대회 우승국 소련과 개최국 스페인 간의 대결로, 마드리드의 산티아고 베르나베우에서 열렸다. 스페인은 헤수스 마리아 페레다와 마르셀리노의 골로 2-1 승리를 거두었다. 소련의 득점자는 갈림잔 후사이노프였다.
| 1964년 6월 21일 | 스페인                     | 2 – 1  | 소련          | 산티아고 베르나베우, 마드리드                |  |  |
| 18:30 CEST      | 페레다 6′ · 마르셀리노 84′ | 리포트 | 8′ 후사이노프 | 관중 수: 79,115 심판: 아서 홀랜드 (잉글랜드) |  |  |
|                 |                            |        |               |                                              |  |  |

### 1982년 FIFA 월드컵
1982년 FIFA 월드컵은 스페인에서 열렸고, 산티아고 베르나베우는 4경기를 주최했다: 2차 조별 리그 3경기 (서독 - 잉글랜드, 서독 - 스페인, 그리고 스페인 - 잉글랜드) 와 서독과 이탈리아 간 결승전을 주최했다.

#### 본선

##### 2차 조별 리그
경기장은 2차 조별 리그 3경기를 주최했다.
| 1982년 6월 29일 | 서독 | 0 - 0  | 잉글랜드 | 산티아고 베르나베우, 마드리드                           |  |  |
| 21:00 CEST      |      | 리포트 |          | 관중 수: 75,000 심판: 아르나우두 세자르 코엘류 (브라질) |  |  |
|                 |      |        |          |                                                         |  |  |

| 1982년 7월 2일 | 서독                        | 2 – 1  | 스페인     | 산티아고 베르나베우, 마드리드                  |  |  |
| 21:00 CEST     | 리트바어스키 50′ · 피셔 75′ | 리포트 | 82′ 사모라 | 관중 수: 90,089 심판: 파올로 카사린 (이탈리아) |  |  |
|                |                             |        |            |                                                |  |  |

| 1982년 7월 5일 | 스페인 | 0 – 0  | 잉글랜드 | 산티아고 베르나베우, 마드리드              |  |  |
| 21:00 CEST     |        | 리포트 |          | 관중 수: 75,000 심판: 알렉시 포네 (벨기에) |  |  |
|                |        |        |          |                                            |  |  |

##### 결승전
1982년 FIFA 월드컵 결승전은 이탈리아와 서독 간의 경기로, 1982년 7월 11일에 열렸다.
전반전에 안토니오 카브리니의 페널티킥이 낮고 크게 오른쪽으로 벗어나며 무득점으로 침묵했고, 후반에는 클라우디오 젠틸레의 크로스를 우측에서 받아 근거리에서 파올로 로시가 선제골을 넣었다. 마르코 타르델리가 왼발로 낮게 쏘아 추가골을 득점했고, 브루노 콘티가 측면에서 재빠르게 전개한 역습을 알레산드로 알토벨리가 왼발로 마무리해 3-0까지 앞서나갔다. 이탈리아는 확고하게 앞서나가면서 관중석의 산드로 페르티니 이탈리아 대통령이 카메라에 대고 손가락을 흔들어 '그들은 우리를 따라잡지 못할 거야'라고 표현했다. 파울 브라이트너는 우측에서 골키퍼를 넘겨 83분에 만회골을 넣었지만, 이탈리아는 44년 만의 첫 FIFA 월드컵 우승을 거두었고, 3-1 승리로 대회 통산 3번째 우승을 차지했다.
| 1982년 7월 11일 | 이탈리아                               | 3 – 1  | 서독           | 산티아고 베르나베우, 마드리드                           |  |  |
| 20:00 CEST      | 로시 57′ · 타르델리 69′ · 알토벨리 81′ | 리포트 | 83′ 브라이트너 | 관중 수: 90,000 심판: 아르나우두 세자르 코엘류 (브라질) |  |  |
|                 |                                        |        |                |                                                         |  |  |

### 2002년 FIFA 월드컵 유럽 지역 예선
| 날짜            | 팀 1   | 스코어 | 팀 2     | 라운드 |
| --------------- | ------ | ------ | -------- | ------ |
| 2000년 10월 7일 | 스페인 | 2 - 0  | 이스라엘 | 7조    |

### 2009년 피스컵
| 날짜            | 팀 1          | 스코어 | 팀 2            | 라운드 |
| --------------- | ------------- | ------ | --------------- | ------ |
| 2009년 7월 26일 | 레알 마드리드 | 0 - 0  | 알이티하드 클럽 | B조    |
| 2009년 7월 28일 | 레알 마드리드 | 4 - 2  | 리가 데 키토    | B조    |

## 같이 보기
- 레알 마드리드 CF
- 1964년 유럽 네이션스컵
- 1982년 FIFA 월드컵
- UEFA 경기장 등급